# Уједињено Краљевство на Светском првенству у атлетици на отвореном 2023.
Уједињено Краљевство је учествовало на 19. Светском првенству у атлетици на отвореном 2023. одржаном у Будимпешти од 19. до 27. августа деветнаести пут, односно, учествовало је на свим првенствима до данас. Репрезентацију Уједињеног Краљевства представљала су 53 учесника (21 мушкараца и 32 жене) који су се такмичили у 29 дисциплина (10 мушких, 18 женских и 1 мешовита).,
На овом првенству Уједињено Краљевство је по броју освојених медаља заузело 7. место са 10 освојених медаља (2 златне, 3 сребрне и 5 бронзане). У табели успешности према броју и пласману такмичара који су учествовали у финалним такмичењима (првих 8 такмичара) Уједињено Краљевство је са 21 учесником у финалу заузело 4. место са 102 бода.
| Плас. | Земља            | 1. место | 2. место | 3. место | 4. место | 5. место | 6. место | 7. место | 8. место | Бр. финал. | Бод. |
| ----- | ---------------- | -------- | -------- | -------- | -------- | -------- | -------- | -------- | -------- | ---------- | ---- |
| 4.    | Велика Британија | 2        | 3        | 5        | 3        | 3        | 1        | 1        | 3        | 21         | 102  |

## Учесници
| Мушкарци: - Зарнел Хјуз — 100 м, 200 м, 4х100 м - Eugene Amo-Dadzie — 100 м, 4х100 м - Рис Прескод — 100 м - Метју Хадсон-Смит — 400 м - Бен Патисон — 800 м - Данијел Ровден — 800 м - Макс Бергин — 800 м - Џош Кер — 1.500 м - Нил Горлеј — 1.500 м - Елиот Џајлс — 1.500 м - Таде Ојора — 110 м препоне - Jeremiah Azu — 4х100 м - Адам Џемили — 4х100 м - Јона Ефолоко — 4х100 м - Алекс Хејдок-Вилсон — 4х400 м - Чарли Добсон — 4х400 м - Lewis Davey — 4х400 м, 4х400 м (м+ж) - Рио Мичам — 4х400 м, 4х400 м (м+ж) - Џозеф Брајер — 4х400 м (м+ж) - Скот Линколн — Бацање кугле - Лоренс Окоје — Бацање диска | Жене - Дина Ашер-Смит — 100 м, 200 м - Дарил Неита — 100 м, 200 м, 4 х 100 м - Имани Лансикуот — 100 м, 4 х 100 м - Бјанка Вилијамс — 200 м, 4 х 100 м - Викторија Охуруогу — 400 м - Ама Пипи — 400 м, 4 х 400 м - Кили Хоџкинскон — 800 м - Џема Рики — 800 м - Изабел Бофи — 800 м - Лора Мјур — 1.500 м - Кејти Сноуден — 1.500 м - Мелиса Кортни-Брајант — 1.500 м - Ејми-Елоиз Марковц — 5.000 м - Megan Keith — 5.000 м - Џесика Ворнер-Џад — 10.000 м - Наташа Кокрам — Маратон - Синди Сембер — 100 м препоне - Џеси Најт — 400 м препоне - Ејме Прат — 3.000 м препреке - Аша Филип — 4 х 100 м - Ени Таго — 4 х 100 м - Лави Нилсен — 4 х 400 м, 4х400 м (м+ж) - Амбер Анинг — 4 х 400 м - Nicole Yeargin — 4 х 400 м - Јеми Мери Џон — 4 х 400 м, 4х400 м (м+ж) - Морган Лејк — Скок увис - Моли Кодери — Скок мотком - Холи Бредшоу — Скок мотком - Џасмин Сајерс — Скок удаљ - Anna Purchase — Бацање кладива - Шарлот Пејн — Бацање кладива - Катарина Џонсон-Томпсон — Седмобој |

## Освајачи медаља (10)

### Злато (2)
- Катарина Џонсон-Томпсон — Седмобој
- Џош Кер — 1.500 м

### Сребро (3)
- Метју Хадсон-Смит — 400 м
- Кили Хоџкинскон — 800 м
- Lewis Davey (м), Лави Нилсен (ж) 
 Рио Мичам (м), Јеми Мери Џон (ж) — штафета 4 × 400 м

### Бронза (5)
- Зарнел Хјуз — 100 м
- Бен Патисон — 800 м
- Алекс Хејдок-Вилсон, Чарли Добсон 
 Lewis Davey, Рио Мичам — 4 x 400 м
- Аша Филип, Имани Лансикуот 
 Бјанка Вилијамс, Дарил Неита — 4 x 100 м
- Лави Нилсен, Амбер Анинг 
 Ама Пипи, Nicole Yeargin — 4 x 400 м

## Резултати

### Мушкарци
| Атлетичар                                                               | Дисциплина    | Лични рекорд | Квалификације         | Квалификације | Полуфинале                 | Полуфинале   | Финале                | Финале       | Детаљи |
| Атлетичар                                                               | Дисциплина    | Лични рекорд | Резултат              | Место         | Резултат                   | Место        | Резултат              | Место        | Детаљи |
| ----------------------------------------------------------------------- | ------------- | ------------ | --------------------- | ------------- | -------------------------- | ------------ | --------------------- | ------------ | ------ |
| Зарнел Хјуз                                                             | 100 м         | 9,83 НР      | 10,00 КВ              | 1. у гр. 1    | 9,93                       | 2. у гр. 2   | 9,88(.874)            |              |        |
| Eugene Amo-Dadzie                                                       | 100 м         | 9,93         | 10,10 КВ              | 2. у гр. 3    | 10,03                      | 4. у гр. 1   | Нису се квалификовали | 10 / 71 (75) |        |
| Рис Прескод                                                             | 100 м         | 9,93         | 10,14 КВ              | 3. у гр. 4    | 10,26                      | 8. у гр. 3   | Нису се квалификовали | 23 / 71 (75) |        |
| Зарнел Хјуз                                                             | 200 м         | 19,73        | 19,99 КВ              | 1. у гр. 1    | 20,02(.014)                | 2. у гр. 3   | 20,02                 | 4 / 54 (57)  |        |
| Метју Хадсон-Смит                                                       | 400 м         | 44,35 НР     | 44,69 КВ, ЛРС         | 2. у гр. 2    | 44,26(.253) КВ, ЕР, НР, ЛР | 1. у гр. 2   | 44,31                 |              |        |
| Бен Патисон                                                             | 800 м         | 1:44,02      | 1:46,57 КВ            | 2. у гр. 5    | 1:44,23 кв                 | 3. у гр. 1   | 1:44,83               |              |        |
| Данијел Ровден                                                          | 800 м         | 1:43,95      | 1:45,67 КВ            | 3. у гр. 4    | 1:45,38                    | 3. у гр. 2   | Нису се квалификовали | 21 / 60 (61) |        |
| Макс Бергин                                                             | 800 м         | 1:43,52      | 1:45,43 КВ            | 2. у гр. 2    | 1:47,60                    | 8. у гр. 3   | Нису се квалификовали | 23 / 60 (61) |        |
| Џош Кер                                                                 | 1.500 м       | 3:29,05      | 3:34,00 КВ            | 2. у гр. 1    | 3:35,14 КВ                 | 2. у гр. 2   | 3:29,38 ЛРС           |              |        |
| Нил Горлеј                                                              | 1.500 м       | 3:30,60      | 3:46,87 КВ            | 3. у гр. 2    | 3:32,97 КВ                 | 6. у гр. 1   | 3:31,10               | 9 / 58       |        |
| Елиот Џајлс                                                             | 1.500 м       | 3:30,92      | 3:34,63 КВ            | 5. у гр. 4    | 3:39,05                    | 12. у гр. 2  | Нису се квалификовали | 26 / 58      |        |
| Таде Ојора                                                              | 110 м препоне | 13,26        | 13,32 КВ              | 1. у гр. 5    | 13,43                      | 5. у гр. 1   | Нису се квалификовали | 15 / 43 (45) |        |
| Jeremiah Azu, Зарнел Хјуз, Адам Џемили, Eugene Amo-Dadzie, Јона Ефолоко | 4 х 100 м     | 37,36 НР     | 38,01 КВ              | 3. у гр. 2    |                            |              | 37,80 НРС             | 4 / 13 (16)  |        |
| Алекс Хејдок-Вилсон, Чарли Добсон, Lewis Davey, Рио Мичам               | 4 х 400 м     | 2:56,60 НР   | 2:59,42(.412) КВ, НРС | 3. у гр. 1    | 2:58,71 НРС                |              |                       |              |        |
| Скот Линколн                                                            | Бацање кугле  | 21,28        | 20,22                 | 9. у гр. А    | Нису се квалификовали      | 18 / 35 (37) |                       |              |        |
| Лоренс Окоје                                                            | Бацање диска  | 68,24 НР     | 63,66                 | 6. у гр. А    | Нису се квалификовали      | 13 / 35      |                       |              |        |

### Жене
| Атлетичарка                                                        | Дисциплина       | Лични рекорд | Квалификације    | Квалификације    | Полуфинале            | Полуфинале            | Финале                | Финале                | Детаљи |
| Атлетичарка                                                        | Дисциплина       | Лични рекорд | Резултат         | Место            | Резултат              | Место                 | Резултат              | Место                 | Детаљи |
| ------------------------------------------------------------------ | ---------------- | ------------ | ---------------- | ---------------- | --------------------- | --------------------- | --------------------- | --------------------- | ------ |
| Дина Ашер-Смит                                                     | 100 м            | 10,83 НР     | 11,04 КВ         | 2. у гр. 2       | 11,01(.010) кв        | 3. у гр. 3            | 11,00                 | 8 / 54 (56)           |        |
| Дарил Неита                                                        | 100 м            | 10,90        | 11,03 КВ         | 2. у гр. 1       | 11,03(.023)           | 4. у гр. 1            | Није се квалификовала | 11 / 54 (56)          |        |
| Имани Лансикуот                                                    | 100 м            | 11,09        | Дисквалификована | Дисквалификована | Није се квалификовала | Није се квалификовала | Није се квалификовала | Није се квалификовала |        |
| Дарил Неита                                                        | 200 м            | 22,23        | 22,39 КВ         | 2. у гр. 1       | 22,21 КВ              | 2. у гр. 2            | 22,16 ЛР              | 5 / 44 (45)           |        |
| Дина Ашер-Смит                                                     | 200 м            | 21,89 НР     | 22,46 КВ         | 1. у гр. 6       | 22,28 КВ              | 2. у гр. 1            | 22,34                 | 7 / 44 (45)           |        |
| Бјанка Вилијамс                                                    | 200 м            | 22,58        | 22,59(.666) КВ   | 3. у гр. 4       | 22,45 ЛР              | 4. у гр. 3            | Нису се квалификовале | 11 / 44 (45)          |        |
| Викторија Охуруогу                                                 | 400 м            | 50,48        | 50,60 КВ         | 2. у гр. 6       | 50,74                 | 4. у гр. 3            | Нису се квалификовале | 9 / 48                |        |
| Ама Пипи                                                           | 400 м            | 50,75        | 50,81(.803) КВ   | 2. у гр. 2       | 51,17                 | 4. у гр. 2            | Нису се квалификовале | 14 / 48               |        |
| Кили Хоџкинскон                                                    | 800 м            | 1:55,77 НР   | 1:59,53 КВ       | 1. у гр. 1       | 1:58,48(.476) КВ      | 1. у гр. 1            | 1:56,34               |                       |        |
| Џема Рики                                                          | 800 м            | 1:56,90      | 1:59,71 КВ       | 2. у гр. 5       | 2:00,28 КВ            | 1. у гр. 2            | 1:57,72               | 5 / 56                |        |
| Изабел Бофи                                                        | 800 м            | 1:59,30      | 2:01,40          | 6. у гр. 7       | Није се квалификовала | Није се квалификовала | Није се квалификовала | 40 / 56               |        |
| Лора Мјур                                                          | 1.500 м          | 3:54,50 НР   | 4:03,50(.493) КВ | 1. у гр. 1       | 3:56,36 КВ, ЛРС       | 4. у гр. 2            | 3:58,58               | 6 / 55 (56)           |        |
| Кејти Сноуден                                                      | 1.500 м          | 4:00,04      | 4:01,15 КВ       | 4. у гр. 3       | 3:56,72 КВ, ЛР        | 5. у гр. 2            | 3:59,65               | 8 / 55 (56)           |        |
| Мелиса Кортни-Брајант                                              | 1.500 м          | 3:58,01      | 4:03,14 КВ       | 5. у гр. 2       | 4:02,79 КВ            | 5. у гр. 1            | 4:03,31               | 12 / 55 (56)          |        |
| Ејми-Елоиз Марковц                                                 | 5.000 м          | 14:56,60     | 15:13,66 ЛРС     | 11. у гр. 2      |                       |                       | Нису се квалификовале | 11 / 38 (40)          |        |
| Megan Keith                                                        | 5.000 м          | 14:56,98     | 15:21,94         | 14. у гр. 1      | 27 / 38 (40)          |                       | Нису се квалификовале |                       |        |
| Џесика Ворнер-Џад                                                  | 10.000 м         | 30:35,93     |                  |                  |                       |                       | 31:35,38              | 8 / 21 (22)           |        |
| Наташа Кокрам                                                      | Маратон          | 2:26:14      | 2:35:34          | 30 / 65 (78)     |                       |                       |                       |                       |        |
| Синди Сембер                                                       | 100 м препоне    | 12,50 НР     | 12,83 КВ, ЛРС    | 4. у гр. 3       | 12,97(.962)           | 6. у гр. 1            | Нису се квалификовале | 18 / 43               |        |
| Џеси Најт                                                          | 400 м препоне    | 54,09        | 54,27 КВ         | 1. у гр. 5       | 54,51                 | 3. у гр. 1            | Нису се квалификовале | 12 / 41               |        |
| Ејме Прат                                                          | 3.000 м препреке | 9:15,64      | 9:26,37          | 7. у гр. 1       |                       |                       | Нису се квалификовале | 17 / 35               |        |
| Аша Филип, Имани Лансикуот, Бјанка Вилијамс, Дарил Неита, Ени Таго | 4 х 100 м        | 41,55 НР     | 42,33 КВ, НРС    | 2. у гр. 1       | 41,97 НРС             |                       |                       |                       |        |
| Лави Нилсен, Амбер Анинг, Ама Пипи, Nicole Yeargin, Јеми Мери Џон  | 4 х 400 м        | 3:20,04 НР   | 3:23,33 КВ, НРС  | 1. у гр. 2       | 3:21,04 НРС           |                       |                       |                       |        |
| Морган Лејк                                                        | Скок увис        | 1,99         | 1,92 кв          | 4. у гр. А       | 1,97                  | 4 / 34 (35)           |                       |                       |        |
| Моли Кодери                                                        | Скок мотком      | 4,71         | 4,65 КВ          | 6. у гр. Б       | 4,75 ЛР               | 4 / 32 (37)           |                       |                       |        |
| Холи Бредшоу                                                       | Скок мотком      | 4,90 НР      | 4,35             | 16. у гр. А      | Нису се квалификовале | 29 / 32 (37)          |                       |                       |        |
| Џасмин Сајерс                                                      | Скок удаљ        | 7,00         | 6,41             | 10. у гр. А      | Нису се квалификовале | 22 / 34 (36)          |                       |                       |        |
| Anna Purchase                                                      | Бацање кладива   | 73,02        | 71,31 кв         | 4. у гр Б        | 70,29                 | 11 / 35 (36)          |                       |                       |        |
| Шарлот Пејн                                                        | Бацање кладива   | 72,51        | 69,57            | 10. у гр А       | Није се квалификовала | 20 / 35 (36)          |                       |                       |        |

#### Седмобој
| Дисциплина    | Катарина Џонсон-Томпсон | Катарина Џонсон-Томпсон | Катарина Џонсон-Томпсон | Катарина Џонсон-Томпсон | Катарина Џонсон-Томпсон | Катарина Џонсон-Томпсон |
| Дисциплина    | Лич. рек.               | Резултат                | Бод.                    | Плас.                   | Укупно                  | Плас.                   |
| ------------- | ----------------------- | ----------------------- | ----------------------- | ----------------------- | ----------------------- | ----------------------- |
| 100 м препоне | 13,09                   | 13,50                   | 1.050                   | 10.                     | 1.050                   | 10.                     |
| Скок увис     | 1,98                    | 1,86                    | 1.054                   | 2.                      | 2.104                   | 4.                      |
| Бацање кугле  | 13,92                   | 13,64                   | 770                     | 13.                     | 2.874                   | 5.                      |
| 200 м         | 22,79                   | 23,48                   | 1.031                   | 1.                      | 3.905                   | 2.                      |
| Скок удаљ     | 6,93                    | 6,54                    | 1.020                   | 7.                      | 4.925                   | 1.                      |
| Бацање копља  | 44,33                   | 46,14 ЛР                | 785                     | 1.                      | 5.710                   | 1.                      |
| 800 м         | 2:07,26                 | 2:05,63 ЛР              | 1.030                   | 2.                      | 6.740                   | 1.                      |
| Седмобој      | 6.981 НР                |                         |                         |                         | 6.740 ЛРС               |                         |

### Мешовито
| Атлетичари                                                                       | Дисциплина | Лични рекорд | Квалификације  | Квалификације | Полуфинале | Полуфинале | Финале     | Финале | Детаљи |
| Атлетичари                                                                       | Дисциплина | Лични рекорд | Резултат       | Место         | Резултат   | Место      | Резултат   | Место  | Детаљи |
| -------------------------------------------------------------------------------- | ---------- | ------------ | -------------- | ------------- | ---------- | ---------- | ---------- | ------ | ------ |
| Lewis Davey (м) Лави Нилсен (ж) Рио Мичам (м) Јеми Мери Џон (ж) Џозеф Брајер (м) | 4 х 400 м  | 3:11,95 НР   | 3:11,19 КВ, НР | 6. у гр. 1    |            |            | 3:11,06 НР |        |        |